# QuakeSat
QuakeSatは地震予測の研究を目的として2003年に打ち上げられたアメリカ合衆国の民間超小型衛星。この研究分野専門に設計され観測を行った最初の人工衛星となった。

## 概要
1989年のサンフランシスコ地震などにおいて地震発生前にELF帯の強い電波が観測される事例があったことから、この電波異常を宇宙から観測して地震発生との相関関係を調べるため、スタンフォード大学と民間企業QuakeFinder（本社パロアルト）の共同事業として企画された。QuakeFinder社はカリフォルニア州のサンアンドレアス断層を中心として地上にも磁気センサネットワークを展開しており、QuakeSat衛星と共同して電磁波の異常を捉え、マグニチュード6以上の地震を発生前に検知することを目標としている。
QuakeSatはキューブサット3Uの規格に収まるように設計されたごく小型の衛星であり、打ち上げ前の本体寸法は10cm×10cm×30cmで重量は4.5kgである。打ち上げ後に衛星の片側から70cmのアンテナブームを伸ばし、もう一方の端からは4枚の太陽電池パネルを展開して全長約1.2mとなる。0.5Hz～1000Hzの帯域で観測を行う極超長波アンテナとサーチコイル磁力計を搭載している。
2003年6月30日にロコットロケットによって他の8基の小型衛星と共にロシアのプレセツク宇宙基地より打ち上げられ、高度827km、傾斜角98.7度、周期101.4分の太陽同期軌道に乗せられた。衛星の開発・打ち上げ・運用の経費は約100万ドル。運用期間は6ヵ月の予定とされた。